# Onthophagus mulgravei
Onthophagus mulgravei es una especie de insecto del género Onthophagus, familia Scarabaeidae, orden Coleoptera.

## Historia
Fue descrita científicamente por Paulian en 1937.